# Ordine della Stella della Solidarietà Italiana
L'Ordine della Stella della Solidarietà Italiana fu un'onorificenza della Repubblica Italiana. Il nome dell'onorificenza richiamava la Stella d'Italia.

## Storia
L'Ordine è stato istituito col decreto n. 703 del 27 gennaio 1947 dal Capo provvisorio dello Stato con il nome di Ordine della Stella solidarietà italiana e comprendeva una sola classe, cavaliere.
Prima che avesse attuazione pratica, il decreto venne abrogato e sostituito dal decreto legislativo 9 marzo 1948, n. 812, che istituiva l'Ordine della stella della solidarietà italiana, come «particolare attestato a favore di tutti coloro, italiani all'estero o stranieri, che abbiano specialmente contribuito alla ricostruzione dell'Italia».
L'onorificenza veniva conferita dal presidente della Repubblica, su proposta del ministro degli affari esteri.
Il Presidente della Repubblica era presidente dell'ordine, retto da un consiglio di quattro membri, presieduto dal ministro degli esteri.
La Legge 3 febbraio 2011, n. 13 ha riformato l'ordine trasformandolo in Ordine della Stella d'Italia.

## Le onorificenze
Come detto, al momento della prima istituzione, l'ordine prevedeva la sola classe di cavaliere.
Il decreto legislativo del 1948 e il Decreto del presidente della Repubblica 20 gennaio 1949, n. 61, prevedevano tre classi denominate stella di 1ª classe, di 2ª classe e di 3ª classe.
Nel 1965, con il Decreto del presidente della Repubblica 29 gennaio 1965, n. 180 venne modificata la foggia dei nastri e con la Legge 30 dicembre 1965, n. 1476 le tre classi divennero quelle classiche degli ordini cavallereschi: cavaliere, commendatore e grande ufficiale.
Infine, con il Decreto del presidente della Repubblica 21 settembre 2001, n. 385, vennero ulteriormente modificate le insegne.
|                    |              |                  |
| Nastri (1965-2001) |              |                  |
| Cavaliere          | Commendatore | Grande ufficiale |

|                    |              |                  |
| Nastri (2001-2011) |              |                  |
| Cavaliere          | Commendatore | Grande ufficiale |